# 埼玉県道248号石坂高坂停車場線

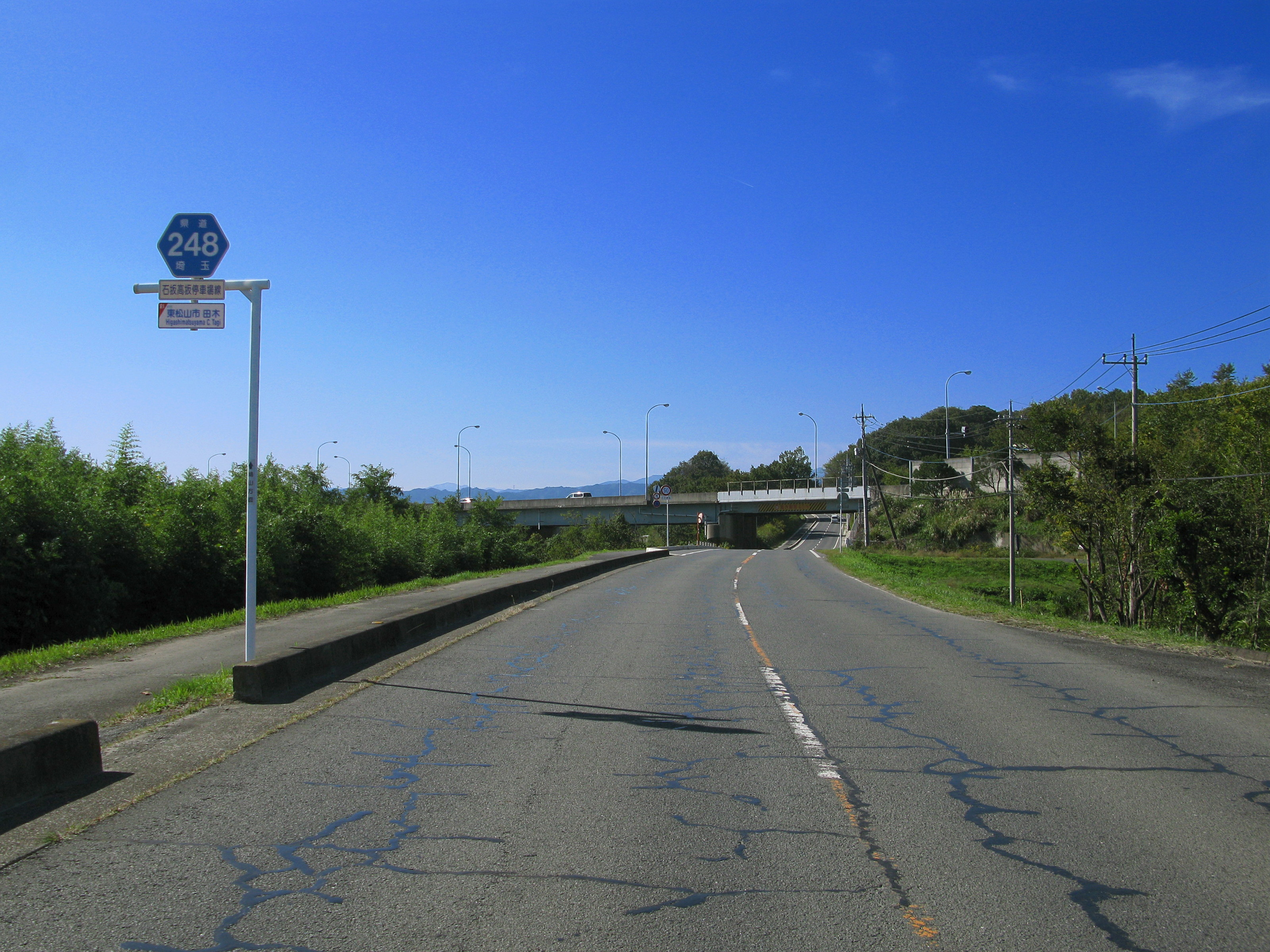
東松山市田木付近（2012年11月）

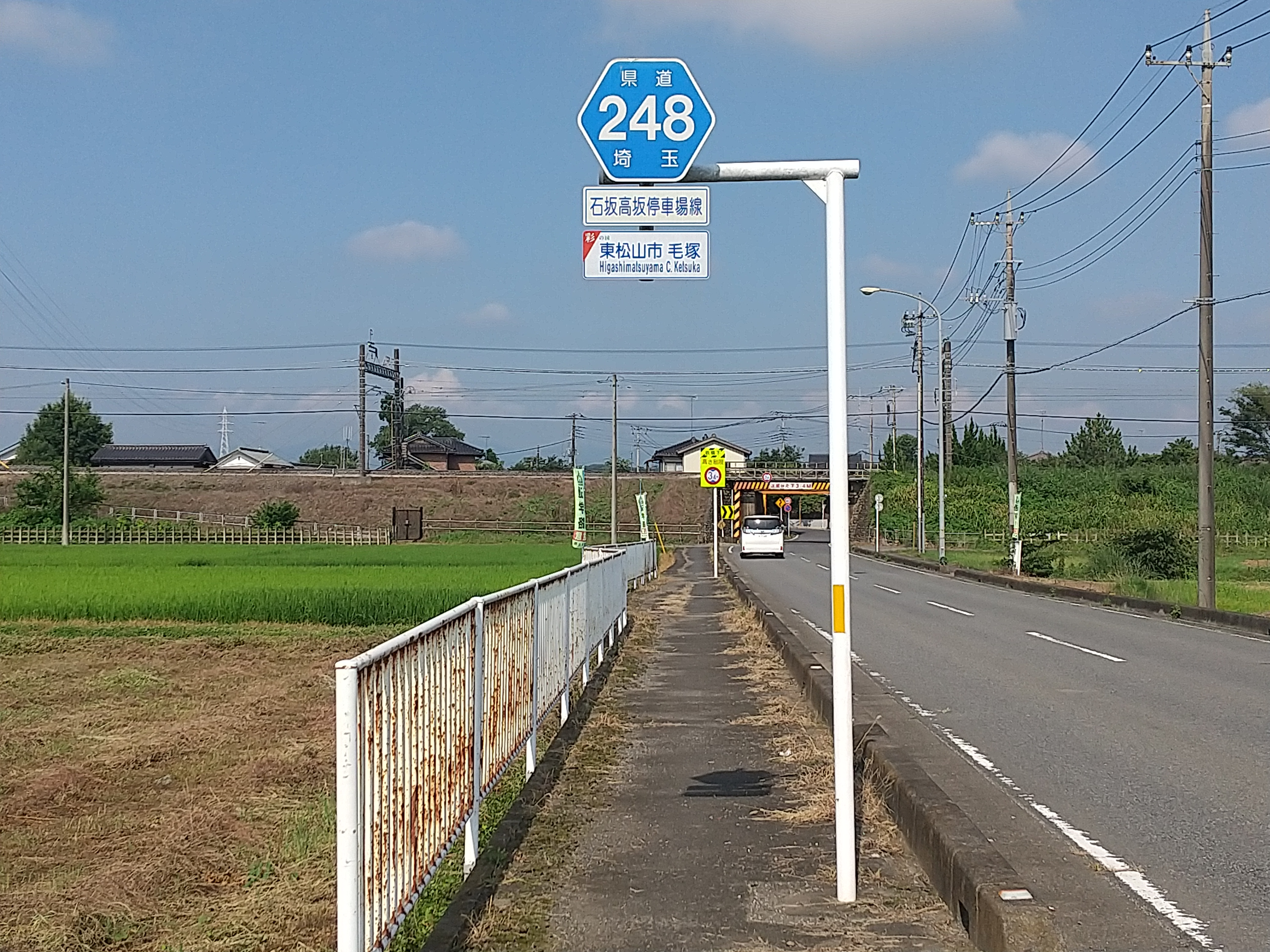
東松山市毛塚付近（2021年7月）

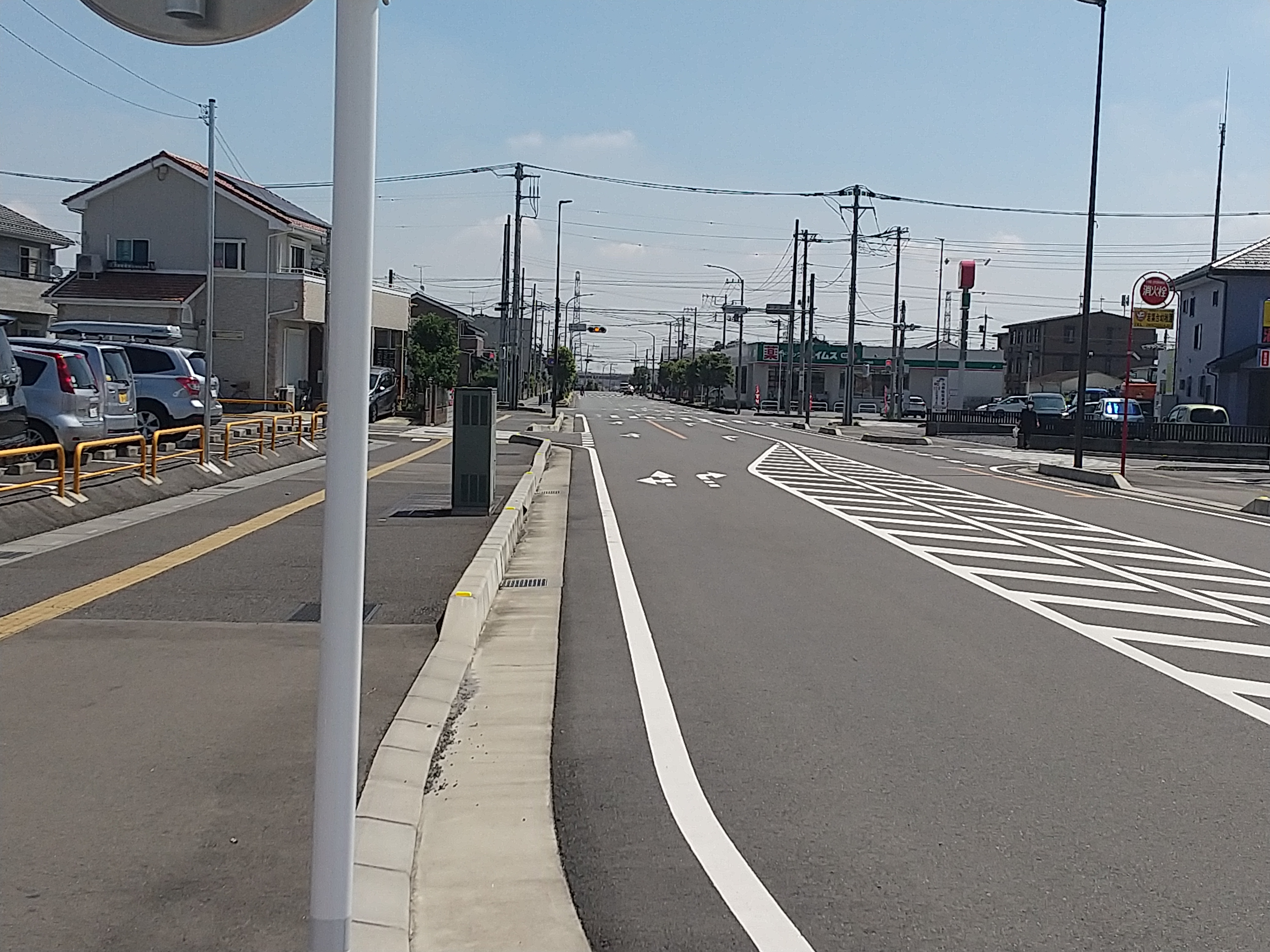
高坂駅前付近（2021年8月）

埼玉県道248号石坂高坂停車場線（さいたまけんどう248ごう いしざかたかさかていしゃばせん）は、埼玉県比企郡鳩山町大字石坂から東松山市の高坂駅東口に至る県道である。

## 概要
比企郡鳩山町石坂から東松山市高坂駅まで至る県道だが、石坂交差点～毛塚交差点と高坂駅周辺との中間地点のほとんどが国道407号との重複区間となるため、異なる2路線の道路をつなぎ合わせたようになっている。

### 石坂から毛塚まで
石今橋付近の埼玉県道343号岩殿岩井線交点から高坂橋付近の国道407号毛塚交差点に至る道で、越辺川に沿っており堤防上の道路区間も存在する。起点の石今橋からはさらに埼玉県道343号岩殿岩井線が越辺川上流に向かって延びており、毛呂山町方面から当県道を経由して国道407号方面へアクセス道路となっているが、河川に沿っているため併行道路に比べて比較的交差点が少ない。
毛塚交差点手前の東武東上線のガード部分は高さ3.4m制限となっているため、鳩山町側から来た場合、樋の口橋の先で制限以上の車両は市道（並木通り）への迂回案内看板が設置されていれる。このガード付近は狭隘区間である。また、関越自動車道のガードは高さ4m制限となっている。
東松山市と鳩山町の境界付近で新道への付け替え工事が行われていたが、2010年（平成22年）1月に開通した。

### 高坂4丁目から高坂駅東口まで
埼玉県道212号岩殿観音南戸守線の高坂4丁目交差点から高坂駅入口交差点は国道407号旧道だった区間である。高坂駅入口交差点から北の国道407号旧道は埼玉県道344号高坂上唐子線となる。

## 起点・終点
- 陸上距離：3.637km
- 起点：埼玉県比企郡鳩山町大字石坂 （埼玉県道343号岩殿岩井線交点）
- 終点：高坂停車場 （高坂駅東口）

## 地理

### 通過する自治体
- 埼玉県
  - 比企郡鳩山町
  - 東松山市

### 交差する主な道路
| 交差する道路                       | 交差する道路                  | 交差点名   | 所在地   | 所在地 |
| ---------------------------------- | ----------------------------- | ---------- | -------- | ------ |
| 埼玉県道343号岩殿岩井線 毛呂山方面 |                               |            |          |        |
|                                    | 埼玉県道343号岩殿岩井線       |            | 鳩山町   | 石坂   |
| 国道407号                          | 国道407号                     | 毛塚       | 東松山市 | 毛塚   |
| 埼玉県道212号岩殿観音南戸守線      |                               | 宮鼻       | 東松山市 | 宮鼻   |
| 本線                               | 埼玉県道212号岩殿観音南戸守線 | 高坂神社東 | 東松山市 | 正代   |
|                                    | 埼玉県道344号高坂上唐子線     | 高坂駅入口 | 東松山市 | 高坂   |

### 重複する区間
- 国道407号（毛塚交差点 - 高坂神社東交差点）
- 埼玉県道212号岩殿観音南戸守線（宮鼻交差点 - 高坂神社東交差点）

### 沿線の施設
| 施設                                   | 所在地       |
| -------------------------------------- | ------------ |
| JA埼玉中央 鳩山農産物直売所            | 比企郡鳩山町 |
| 慈眼寺                                 | 東松山市     |
| 南地区体育館                           | 東松山市     |
| 高坂市民活動センター                   | 東松山市     |
| 東松山消防署高坂分署                   | 東松山市     |
| ピオニウォーク東松山ショッピングモール | 東松山市     |
| 東松山市立高坂小学校                   | 東松山市     |
| 高坂駅                                 | 東松山市     |